# أفيغادور ليبرمان

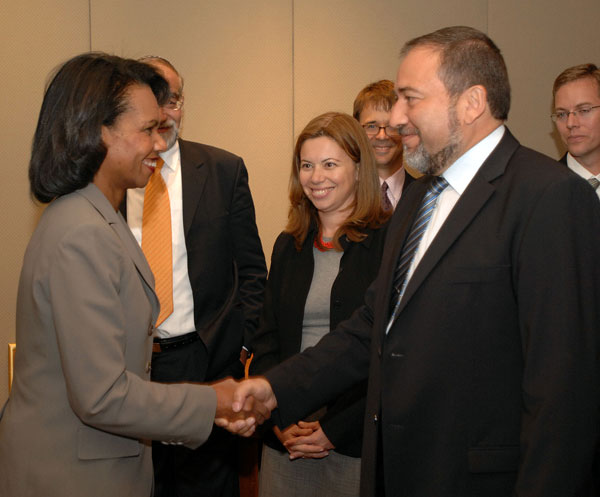
مع كونداليزا رايز، 2007

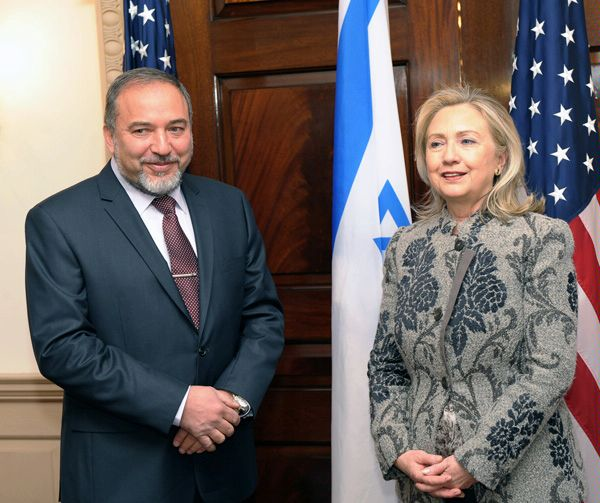
مع هيلاري كلنتون، 2012

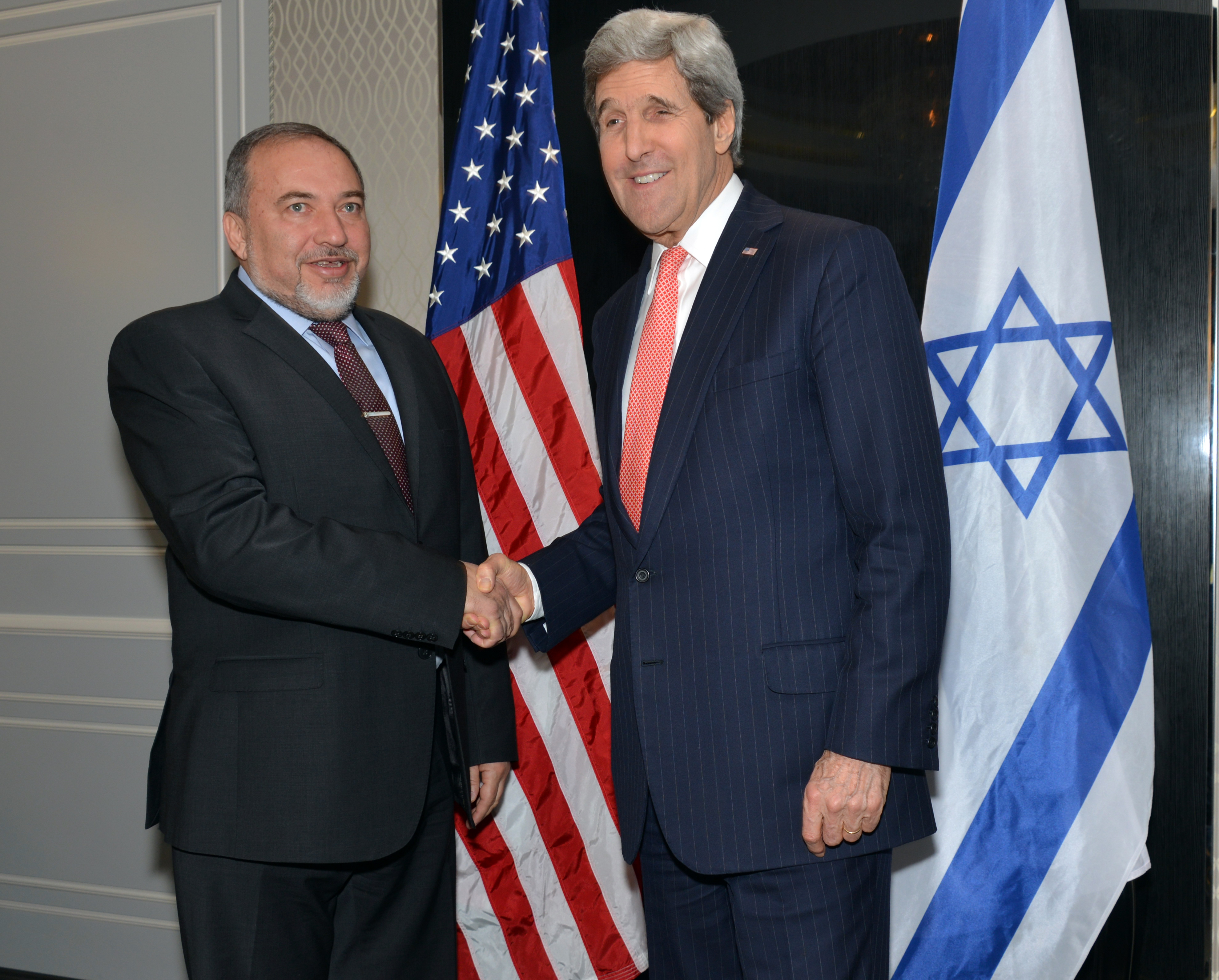
مع جون كيري، 2014

أفيجدور ليبرمان (بالعبرية: אביגדור ליברמן) ولد بتاريخ 5 يونيو 1958؛ هو سياسي وزعيم يميني متطرف إسرائيلي، كان يترأس منصب وزير خارجية إسرائيل منذ بداية 31 مارس 2009 في حكومة رئيس الوزراء بنيامين نتنياهو حيث قدّم استقالته في يوم الاثنين 3 مايو 2015 وصرح بعدم مشاركته في الحكومة المقبلة.
وهو نائب رئيس الحكومة وزعيم حزب إسرائيل بيتنا، وتم تعيينه في شهر مايو عام 2016 كوزير لوزارة الدفاع الإسرائيلي إلا أنّه استقلال من رئاسة وزارة الدفاع الإسرائيلية في 14 نوفمبر 2018.

## السيرة الذاتية
ولد في 5 يونيو 1958 في كيشيناو في مولدوفا، إحدى جمهوريات الاتحاد السوفيتي السابق. كانت اللغة اليديشية لغة أهله الأساسية ولغته أيضاً حتى عمر 3 سنوات. وكان أفيجدور ليبرمان أحد مؤسسي المنتدى الصهيوني ليهود الاتحاد السوفيتي سابقًا.
قدم إلى إسرائيل في 18 يونيو 1978، وتعلّم اللغة العبرية، وخدم في الجيش الإسرائيلي لعدة أشهر (خدم بالجيش لفترة زمنية قصيرة لكونه قادم جديد إلى إسرائيل).
في فترة تعليمه، تعرّف على «اّلّاه» القادمة الجديدة من الاتحاد السوفيتي من مدينة طشقند عاصمة أوزبكستان وتزوجا سنة 1981 وسكنا في القدس؛ وانتقلا سنة 1988 للسكن في مستوطنة نوكديم المجاورة لبيت لحم.
كان في سنة 1986 عضواً في مجلس إدارة الشركة الاقتصادية أورشليم القدس، وبعدها شغل منصب سكرتير نقابة العمال «هيستادروت هاعوفديم هالؤوميت»، وعمل محرراً في جريدة «يومان إسرائيلي» التي نشر فيها أقواله. تواصل في سنة 1988 مع بنيامين نتنياهو الذي عاد إلى إسرائيل بعد إنهاء مهامه كسفير لإسرائيل في الأمم المتحدة ونجح ليبرمان بالدخول بقائمة حزب الليكود وأن يكون عضواً في الكنيست ورافق نتنياهو لمدة عشرة سنوات.
بعد انتخاب نتنياهو رئيساً لحزب الليكود سنة 1992، تم تعيين أفيجدور ليبرمان مديراً عاماً لحركة الليكود، في سنة 1996 وبعد اختيار بنيامين نتنياهو كرئيس للحكومة الإسرائيلية عُيّن ليبرمان مديراً عاماً لديوان رئاسة الوزراء حتى عام 1997 حيث تخلى عن منصبه، وهنالك من يعزو استقالته لفتح ملف تحقيق ضده في الشرطة (تم اغلاق ملف التحقيق فيما بعد بدون أي إدانة ضده).
في سنة 1998 تفرغ ليبرمان للأعمال التجارية كشراء مواد خام من دول الشرق وبيعها لدول الغرب وأعمال تجارية ورأس مالية أخرى.
بتاريخ 3 يناير 1999 دعا إلى مؤتمر صحفي وأعلن عن إقامته لحزب إسرائيل بيتنا  وحصل الحزب في تلك السنة على 4 مقاعد.
في 15 أكتوبر 2001 قرر ليبرمان وزميله في الحزب رحبعام زئيفي ترك الحكومة احتجاجاً على تسليم حي أبو سنينة في الخليل إلى الفلسطينيين وحسب ادعائه إن هذا الأمر سوف يشكل خطراً على يهود الخليل ويُعرضهم إلى خطر القَنص من قبل التنظيمات الإرهابية. ساعات قليلة قبل بدء صلاحية الاستقالة  قُتل رحبعام زئيفي  على يد فلسطيني.
سحب ليبرمان طلب الاستقالة بطلب من أرئيل شارون، لكنه عاد ليستقيل في 14 مارس 2002.
في دورة انتخابات الكنيست الـ 16 التي بدأت مع تفاقم الانتفاضة الثانية عمل حزب الاتحاد الوطني (هو ناشئ عن اتحاد حزب إسرائيل بيتنا مع حزبين يمينيين أخرين) على نشر وتثبيت فكرة الترانسفير كحل لإنهاء الصراع. حاز «الاتحاد الوطني» في هذه الانتخابات على 7 مقاعد، ثلاثة منهم بفضل إسرائيل بيتنا.
بعد الانتخابات عُيّن أفيجدور ليبرمان وزيرا للمواصلات بحكومة أرئيل شارون الثانية لكنه استقال بعد سنه ليسمح لصديقه بالحزب «اليعيزر كوهن» ان يستلم هذا المنصب مكانه.
بتاريخ 4 يناير 2004 تمت إقالة افيجدور ليبرمان مع زميله «بني الون» على يد رئيس الحكومة شارون لنيتهما التصويت ضد برنامج/خطة «الانقطاع» (الانسحاب الإسرائيلي أحادي الجانب من قطاع غزة) لضمان الأغلبية بتصويت الوزراء على خطة الانقطاع حيث تم التصويت عليها بعد يومين.
في نهاية عام 2004 تركت حركة إسرائيل بيتنا «الاتحاد الوطني» وتأقلمت لوحدها بالدورة ال 17 للكنيست، هذه المرة أيد ليبرمان خطة «تبديل الأراضي» هذه الخطة مأخوذة من حلول لصراعات عدة بالعالم جرت على أسال عرقي وقومي أو ديني عن طريق فصل الشعبين. في انتخابات الدورة ال17 حصل حزب إسرائيل بيتنا على 11 مقعدا لأنه حصل على دعم جديد من القادمين الجدد من دول الاتحاد السوفيتي السابق.
في 30 أكتوبر 2006 قاد ليبرمان الحزب إلى تحالف بقيادة رئيس الحكومة إيهود أولمرت وعُيّن نائب لرئيس الحكومة ووزيرا للشؤون الإستراتيجية. جرّ انضمام حزب إسرائيل بيتنا للحكومة وراءه ممانعة من قبل أعضاء حزب العمل وهو عضو بالتحالف، لكن بعد تصويت داخلي في الحزب اتُخذ قرار البقاء في الحكومة.
بعدما أدارت الحكومة الإسرائيلية مفاوضات مع السلطة الفلسطينية، أعلن ليبرمان عن انسحاب حزبه من الحكومة بسبب المناقشات مع الفلسطينيين حول القضايا الجوهرية. في 16 يناير 2006 انسحب حزب إسرائيل بيتنا من الحكومة الإسرائيلية.
في انتخابات الدورة ال18 سنة 2009 حصل حزب إسرائيل بيتنا على 15 مقعداً وبات ثالث أكبر حزب في إسرائيل. في مارس 2009 مع إقامة حكومة إسرائيل ال32 برئاسة بنيامين نتنياهو عُيّن ليبرمان نائباً لرئيس الحكومة ووزيراً للخارجية وعضواً في مجلس الوزراء الأمني لإسرائيل وأيضاً عضواً في المطبخ الإسرائيلي.
في عام 2009 دخل في قائمة الـ 100 المؤثرين التي تنشرها مجلة تايم الأمريكية الأسبوعية.
في الفترة التي شغل فيها منصب وزير الخارجية، ازدادت مشاكل إسرائيل بالعلاقات الخارجية في مجالي:
- الأزمة المستمرة بالعلاقات مع تركيا
- استمرار اعتراف دولي بدولة فلسطينية حيث قامت إحدى دول أمريكا الجنوبية بالاعتراف بدولة فلسطين على حدود 1967.

## إيديولوجياً

### الرؤية السياسية
ينتمي ليبرمان إلى اليمين المتطرف، وله رأي متعصب بالصراع العربي-الإسرائيلي، لكن وعكساً لرأي معظم أتباع اليمين فهو مستعد أن يعترف بدولة فلسطينيه بشروط مُحددة.
في البداية أيد الترانسفير كحل للصراع العربي-الإسرائيلي ولكن مع اقتراب موعد انتخابات الحكومية سنة 2006 عرض اقتراحا لحل الدولتين مع تشديد في مضمون الاقتراح على «تبديل أراضي» لضمان أغلبيه يهودية في دولة إسرائيل.
في عدة مواقف أعرب ليبرمان عن معارضته الشديدة لليسار الإسرائيلي، ففي يوم قَسَم الكنيست ال31 طالب ليبرمان بمحاكمة كل عضو كنيست يلتقي بقادة حماس على أساس أنهم عملاء.

### العلاقات الخارجية
يرى ليبرمان الصراع العربي-الإسرائيلي كقصم من مواجهة أكبر بين الغرب والعالم الإسلامي، وحسب رأيه فالهدف الوطني والأمني لدولة إسرائيل يجب أن يكون الانضمام إلى الناتو والاتحاد الأوروبي..
- مع استلام ليبرمان مهامه كوزير للخارجية أعلن انه غير ملزم باتفاقيات مؤتمر أنابوليس، وان حل الدولتين أمر جيد لكنه لا يُطبق، وبهذا غير ليبرمان مسار توجه الحكومة السابقة برئاسة إيهود أولمرت.
- ليبرمان مع تحسن العلاقات الروسية الإسرائيلية ويرى أن هكذا علاقات تدعم المصالح الحيوية لدولة إسرائيل، وقد دعى البعض إلى تعيينه مندوب الحوار الاستراتيجي مع الكرملين.
- بيوليو 2009 طلب أن يقود إصلاحات بعلاقات إسرائيل الخارجية، وبها يغير الموضوع المركزي من الصراع الإسرائيلي-الفلسطيني إلى الدبلوماسية العامة وتحسين العلاقات الخارجية لإسرائيل. وخلال تنفيذ الإصلاحات ذهب ليبرمان لزيارة دول أمريكا اللاتينية من اجل ان يشدد على الأهمية الكبيرة التي تمثلها وزارة الخارجية بهذه المناطق
- خلال زيارة الرئيس البرازيلي لويس سيلفا إلى إسرائيل احتج ليبرمان بشدة على أن الرئيس البرازيلي رفض أن يضع الورود على ضريح هرتزل، لكنه وضع الورود على ضريح ياسر عرفات.
- على خلفية الوضع غير المستقر بعلاقات السلام بين مصر وإسرائيل يقول ليبرمان بلقاء مع سفراء اتحاد الدول المستقلة خلال انتخابات 2001 انه في حال نشبت حرب بين مصر وإسرائيل على إسرائيل أن تفجر السد العالي وتغرق بالمياه بحيرة ناصر والمناطق المحاذية لها. عند استلام ليبرمان مهام وزير الخارجية أعلمت مصر إسرائيل أن مندوبها لن يلتقي بليبرمان حتى يعود عن أقواله، ومع هذا جاء رئيس جهاز المخابرات المصري عمر سليمان للقاء ليبرمان، وحسبما عرض بالصحف أن عمر سليمان قد دعا ليبرمان لزيارة مصر ولكن مبارك أنكر هذه الدعوة بعد بضعة أيام.
- بمجال السياسة الخارجية، اعلَم ليبرمان سفراء إسرائيل أن لا يُذللوا بقيمة أنفسهم أمام العالم لان لمفاهيم مثل «الاحترام العالمي» أهمية كبيرة بالتأثير على صورة إسرائيل بالعالم. وفي إطار هذه السياسة وعلى اثر خطاب رئيس الوزراء التركي رجب طيب أردوغان ضد إسرائيل، أذلَ نائب ليبرمان داني أيالون سفير تركيا في إسرائيل بجعله يجلس على كنبة منخفضة أمام أعين الكاميرات. ليبرمان لم يوبخ نائبه وحتى دعمه مؤكداً انه على إسرائيل أن ترد بقوة.

### الولاء
يعتقد ليبرمان انه يجب إدخال تعديلات في «حقوق المواطنة» لدولة إسرائيل، وبحسب هذه التعديلات يُلزم كل مواطن في إسرائيل التوقيع على «إعلان وفاء» لدولة إسرائيل كدولة يهودية ديمقراطية ولمبادئها ولقوانينها. ومن يرفض التوقيع يخسر صلاحياته بالانتخاب والترَشُح وربما يأخُذ منهُ بطاقته الشخصية. ويعتقد ليبرمان انه يجب إلزام كل مواطن إسرائيلي عند عند وصوله إلى عمر 16 سنة بالتوقيع على هذه التَعَهُد.[هل المصدر موثوق به؟]
ويعتقد أيضا انه يجب تكبير العلاقة بين «الخدمة العسكرية» أو «الخدمة المدنية» والحقوق المعطاة في الضمان الاجتماعي وبهذا من له ولاء أكثر يأخذ اكتر.[هل المصدر موثوق به؟]

## العائلة
أفيجدور ليبرمان متزوج من «ألاه لبية تسيفكين» ولهما 3 أولاد، يعيش الزوجان في مستوطنة نوكديم المجاورة لبيت لحم.

## جنايات
بنهاية عام 1991 قدمت دعوى ادعاء ضد ليبرمان تتهمه بالاعتداء على قاصر (دون سن 18)، الاعتداء حصل على اثر اعتداء على ابن ليبرمان وقد هدد ليبرمان الفتى القاصر بالاعتداء عليه مرة أخرى في حال عودتهم لمستوطنة «نوكديم». في سبتمبر 2011 أدين ليبرمان بالاعتداء على قاصر وتهديده، وأمر بدفع 7500 شيكل تعويضاً للفتى
و 10,000 شيكل غرامة.[بحاجة لمصدر]

### فضيحة فساد
اتهم وابنته بقضايا فساد بينها فضيحة كازينو «الواحة» في أريحا التي أعيد فتح التحقيقات بها والمستمرة منذ سنوات في يناير 2008 بعيد مغادرته بأسابيع كوزير للشؤون الإستراتيجية. وخلصت الشرطة أن أرئيل شارون تلقى 3 ملايين دولار كرشوة. ولايزال أفيغدور ليبرمان يخضع للتحقيق لتلقيه رشوة من رجل الأعمال النمساوي اليهودي مارتن شلاف.

## وصلات خارجية
- أفيغادور ليبرمان على موقع IMDb (الإنجليزية)
- أفيغادور ليبرمان على موقع الموسوعة البريطانية (الإنجليزية)
- أفيغادور ليبرمان على موقع مونزينجر (الألمانية)
- أفيغادور ليبرمان على موقع إن إن دي بي (الإنجليزية)
- ويكيبديا بالعبرية אביגדור ליברמן
- مرقع وزارة الخارجية الإسرائيلية
- موقع جلوبس الترجمة قد لا تكون دقيقة بما يكفي!
- موقع ذا ماركر الترجمة قد لا تكون دقيقة بما يكفي!